# IC 4792
IC 4792 је спирална галаксија у сазвјежђу Телескоп која се налази на листи објеката дубоког неба у Индекс каталогу.
Деклинација објекта је - 56° 24' 14" а ректасцензија 18h 55m 42,0s. Привидна величина (магнитуда) објекта IC 4792 износи 14,1 а фотографска магнитуда 15,0. IC 4792 је још познат и под ознакама ESO 183-26, IRAS 18514-5628, SAO 245809 (6.8) 1' s, PGC 62573.